# HMGN2
Protein nhiễm sắc thể không histone HMG-17 (tiếng Anh: Non-histone chromosomal protein HMG-17) là protein ở người được mã hóa bởi gen HMGN2.